# Жврк
Жврк је пчеларски алат који се користи за утапање сатних основа у ожичени оквир. Састоји се од дршке и металног тела на чијем се крају налази назубљени точкић. (зупчаничић)
Постоје две врсте жврка: немачки и амерички.Немачки жврк има мањи точкић са мањим зупцима који на средини има зарез у који упада жица, те се са њиме лакше ради, али слабије утискује жицу у сатну основу.Амерички жврк има већи точкић са већим зубима без зареза па лакше може да склизне са жице у току рада. У земљама бивше Југославије, више се употребљава немачки жврк.
Обични жврк се греје врућом водом, али постоје и електрични жвркови који се греју електричном струјом, слично лемилици.

## Употреба
Да би се утопила у оквир, сатна основа се уметне у прорез на сатоноши оквира. Потом се цео оквир са основом положи на наквашену даску величине сатне основе (даска мора бити наквашена да се основа не би лепила за њу) тако да се жице нађу изнад сатне основе.
Жврк се користи тако што се угреје, па затим води по жици испод које је сатна основа. Топлота жврка истопиће сатну основу око жице, а кад се охлади бити утопљена у жицу.